# Тёни, Эдуард
Эдуард Тёни   (нем. Eduard Thöny; 9 февраля 1866[…], Брессаноне, Южный Тироль — 26 июля 1950[…], Хольцхаузен-ам-Аммерзее, Бавария) — австрийский художник, рисовальщик и карикатурист, один из основных сотрудников юмористического журнала Simplicissimus.

## Жизнь и творчество
Родился в Южном Тироле, в семье резчика по дереву и скульптора. Первым учителем Эдуарда Тёни был его крёстный и близкий друг отца, художник Франц Дефреггер. По совету последнего семья Тёни переезжает в Мюнхен. В 1883—1892 годах он учится в Академии изящных искусств Мюнхена в классах Людвига фон Лёффтца и Габриеля фон Хакля. Лето 1890 года он проводит в Париже. Здесь юноша берёт уроки живописи Эдуарда Деталье, желая стать мастером исторической и жанровой живописи. Вернувшись в Мюнхен, зарабатывает сотрудничеством в «Мюнхенских юмористических страницах (нем. Münchner Humoristischen Blätter)», еженедельном приложении к газете «Новому мюнхенскому дневному листку». В 1891—92 годах сопровождает шоу труппы Дикого Запада в её турне по Европе.
В 1896 году Альберт Ланген открывает в Мюнхене новый сатирико-юмористический еженедельный журнал Simplicissimus, и с этого времени Эдуард Тёни работает в нём по специализации «военная и социальная карикатура». Эти работы сыграли большую роль в обще-германской популярности журнала. В связи с большим интересом читателей, в в 1899—1910 годы в свет выходят отдельные альбомы с карикатурами Тёни: «Лейтенант», «Альбом Тёни», «От кадета до генерала» и другие. В это же время он иллюстрирует литературные произведения — книги Франка Ведекинда, Ги де Мопассана, Марселя Прево, Людвига Тома и др.
Художник много путешествует, с писателем Людвигом Тома и Рудольфом Вильке в апреле 1904 года он на велосипеде проводит поездку по южной Франции, переправляется в Алжир и Тунис, затем отправляется в Италию, в Помпеи, и на обратном пути в Риме встречается с ехавшими ему навстречу другими сотрудниками «Симплициссимуса». Карикатуры Тёни с 1899 года демонстрируются в галерее братьев Кассирер в Берлине, с 1906 года в галереях Бракля и Хейнемана в Мюнхене. В 1909 году его работы демонстрируются в Бостоне в США на выставке «Exhibition of Contemporary German Art».
В 1908 году Эдуард Тёни покупает земельный участок и строит дом в Хольцхаузене-ам-Аммерзее, месте, где уже обосновались многие художники, работавшие в стилях авангард и «югендштиль»: Вальтер Георги, Фриц Эрлер, «ünchner Humoristischen Blätter», Адольф Мюнцер, а также его коллега по «Симплициссимусу» Олаф Гульбранссон. В годы Первой мировой войны Тёни служит военным художником на различных фронтах, как гражданин Австро-Венгрии зачислен в австрийские войска. После окончания военных действий художник, продолжая свою работу в «Симплициссимусе», больше внимания уделяет живописи. Созданные в пост-импрессионистском стиле, они посвящены спортивной тематике, скачкам и охоте. В 1922 году Тёни создаёт серию картин для оформления помещений пароходной линии Ллойда Гамбург — Нью-Йорк. В 1928 проходит его первая персональная выставка в Государственном графическом музее Мюнхена. Он становится членом движения «Мюнхенский Сецессион».
С приходом в Германии к власти национал-социалистов Эдуард Тёни становится высоко ценимым и оплачиваемым мастером. В 1933 году его принимают почётным членом Мюнхенской академии художеств, 20 апреля 1938 года А. Гитлер присваивает ему звание профессора. В 1941 Тёни награждается почётной медалью Гёте за заслуги с искусстве и науках. Во время проведения ежегодных Больших немецких художественных выставок в Мюнхене в 1937—1944 годы экспонировались 38 его картин, в том числе военной тематики. В августе 1944 года А. Гитлер внёс Эдуарда Тёни в список Gottbegnadeten-Liste. В марте 1944 года, после бомбардировки, сгорает дом и мастерская художника в Хольцхаузене. В огне гибнут его многочисленные картины, рисунки и документы.
Эдуард Тёни является одним из самых популярных и продуктивных карикатуристов журнала «Симплициссимус», в первую очередь на темы военной, студенческой и общественной городской жизни. Работал в основном тушью, углём и свинцовым карандашом.

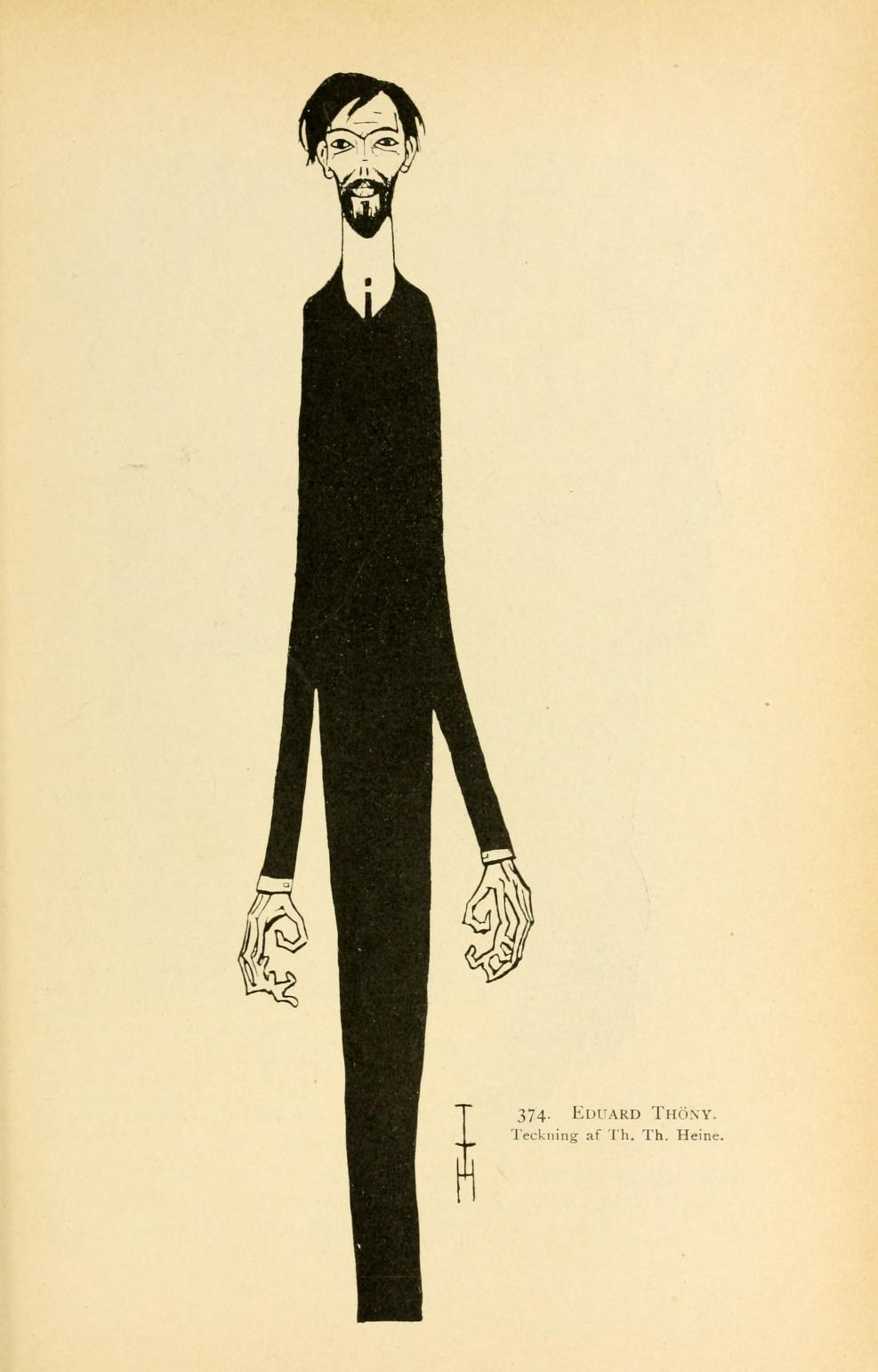
Томас Т. Гейне, Эдуард Тёни

## Газеты и журналы
- «Münchner Humoristische Blätter», 1888—1895
- «Simplicissimus», Jg. 1, 1896 до Jg. 49, 1944
- «Бурская война (Der Burenkrieg)», изд. Людвиг Тома, München 1900
- календарь «Simplicissimus»
- журнал «Jugend (Юность)», издание движения «югендштиль», 1921.

## Художественные альбомы
- «Der Leutnant», München 1899.
- «Thöny-Album», München 1900.
- «Militär», München 1901.
- «Vom Kadetten zum General», München 1906.
- «Der Bunte Rock», München 1910.

## Галерея
- «Альбом Тёни»

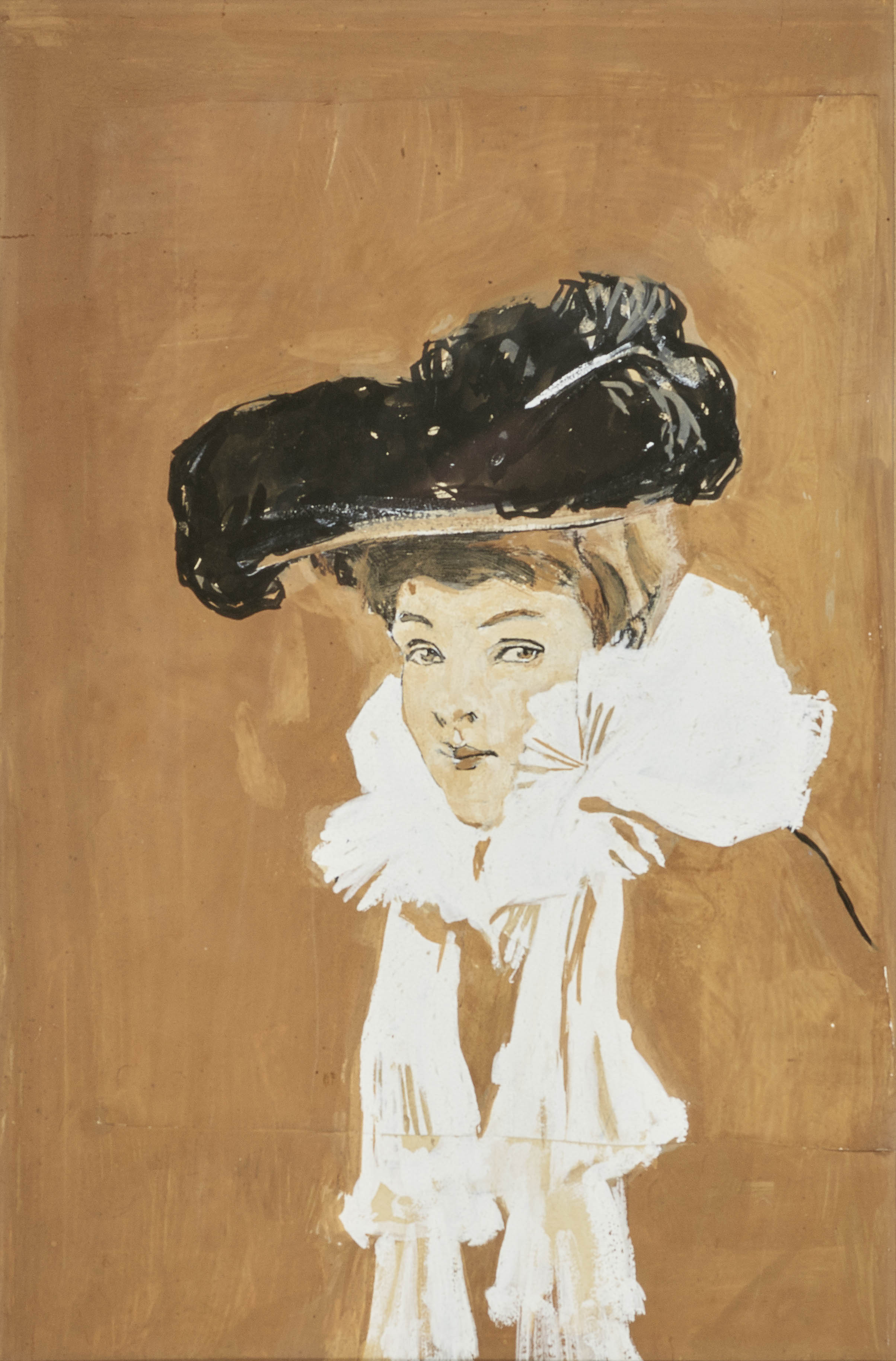
«Портрет дамы со шляпкой» (1904)
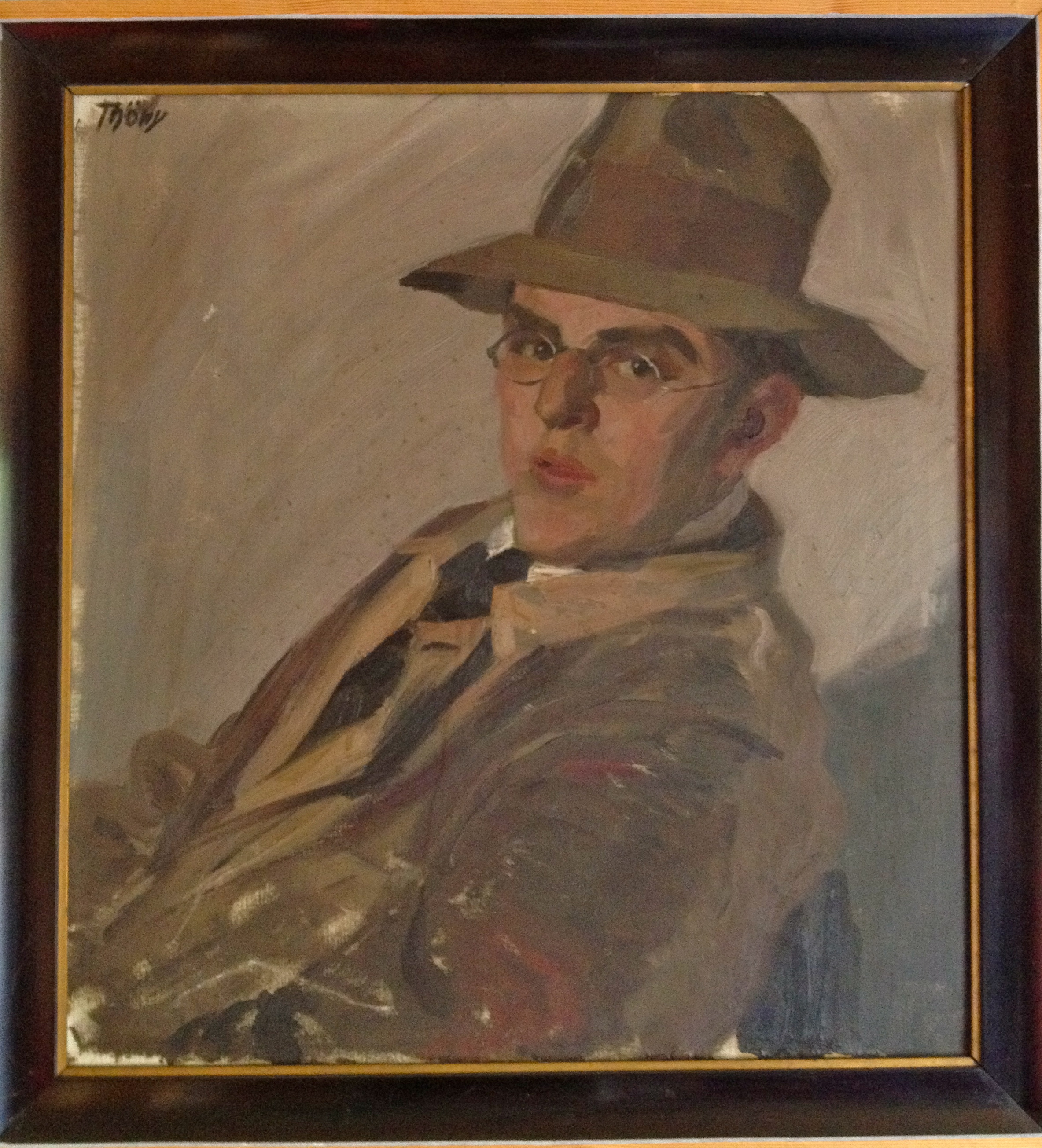
Портрет Эмиля Верца
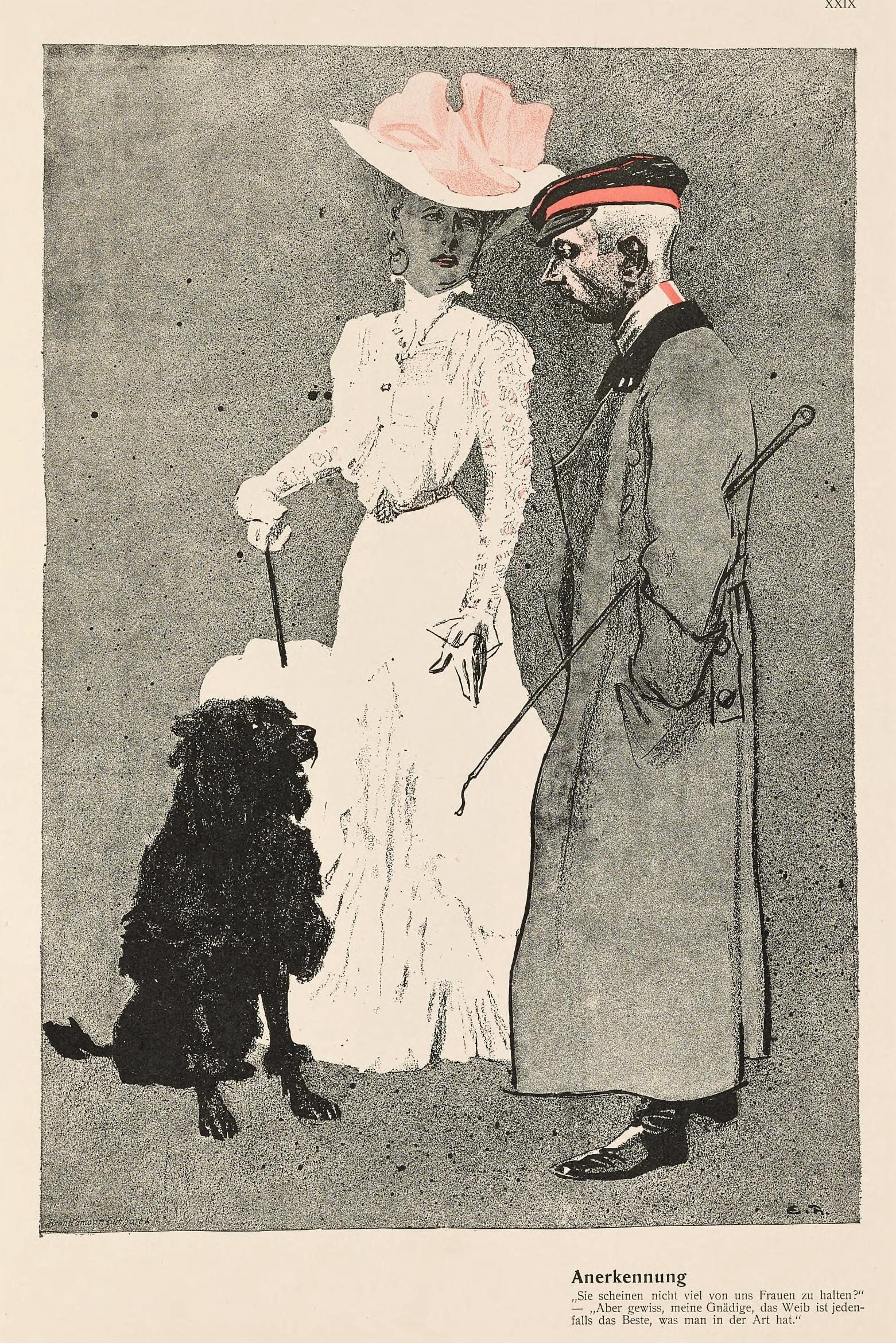
«Признание» (ок. 1900)
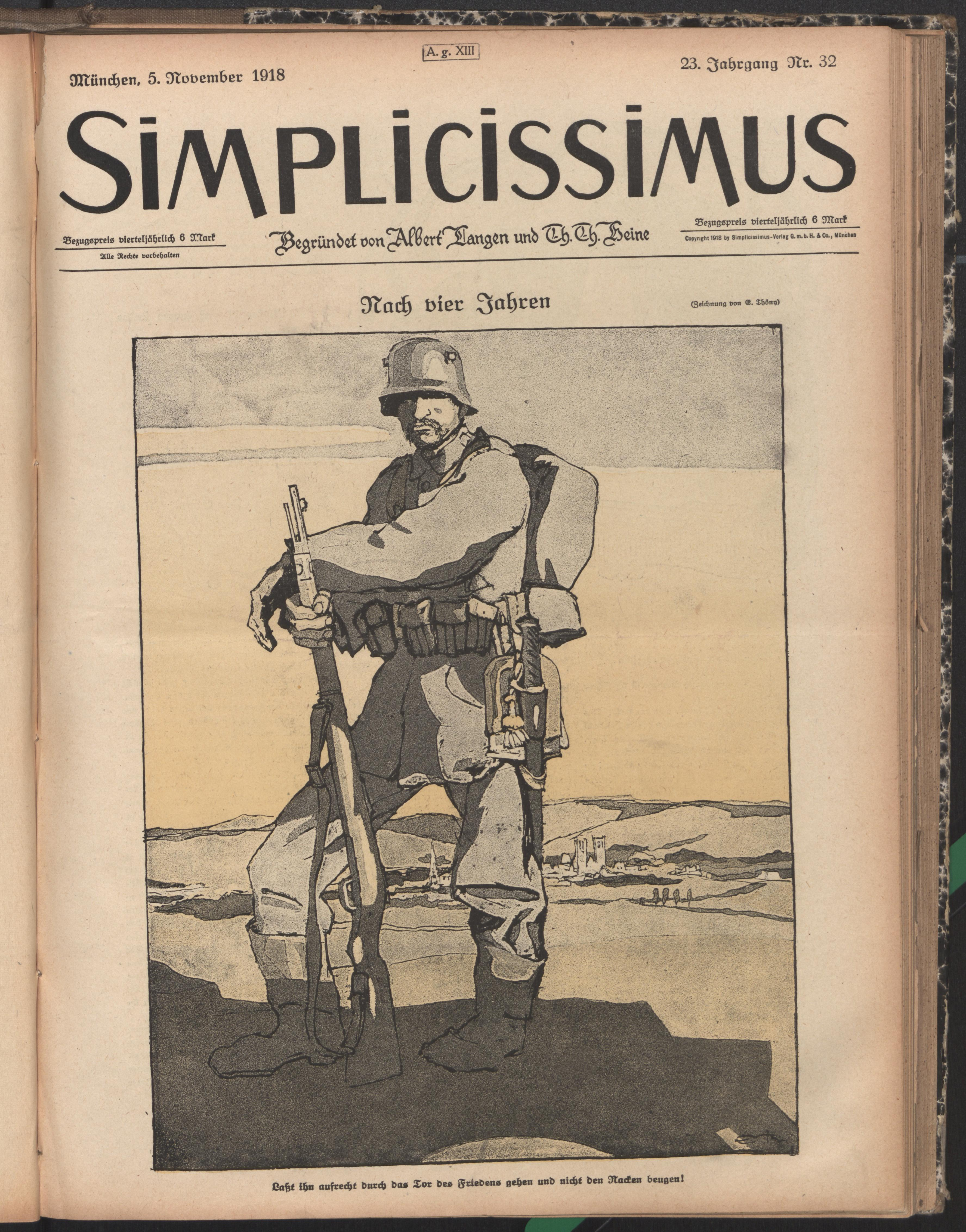
«После четырёх лет». Номер «Симплициссимуса» от 5 ноября 1918 (дата капитуляции Германии в Первой мировой войне)